# Opération Tranquillité Vacances
En France, l'opération tranquillité vacances ou OTV, créée en 1974, est un système de lutte contre le cambriolage. Elle permet de faire surveiller une habitation ou un commerce vacant pendant les vacances scolaires par les services de police.

## Histoire
L'OTV est d'abord créé en 1974 pour la surveillance durant les vacances d'été entre fin juin et début septembre.
En septembre 2009, l'opération est élargie à l’ensemble des congés scolaires de l'année.
Au cours de l’été 2010, le Ministère de l'Intérieur a noté que moins de 1 % des habitations signalées aux forces de l'ordre ont été victimes d’un cambriolage cependant de toutes les maisons en général moins d'1% sont cambriolées.